# Lelki ismeretek
A Lelki ismeretek (eredeti cím: Soul) 2020-ban bemutatott amerikai 3D-s számítógépes animációs fantasy-filmvígjáték, melyet a Pixar Animation Studios készített és a Walt Disney Pictures forgalmaz. A 23. egész estés Pixar film. Rendezője a kétszeres Oscar-díjas Pete Docter, a Szörny Rt., a Fel, és az Agymanók direktora. A film társrendezője Kemp Powers, a producere Dana Murray. A forgatókönyvet Docter eredeti ötlete nyomán ő maga, valamint Powers, Mike Jones és Tina Fey írták, utóbbi a film egyik főszereplőjének hangját is kölcsönzi. További szerepekben olyan színészek hallhatók, mint Jamie Foxx, Questlove, Daveed Diggs és Phylicia Rashad.
Az Amerikai Egyesült Államokban és Magyarországon is többször elhalasztották a bemutatást a koronavírus-járvány rohamos terjedése miatt. Amerikában 2020. december 25-én mutatta be a Disney+. Magyarországon 2021. június 3-án mutatták be a mozikban.

## Cselekmény
A film témája az élet nagy kérdései köré összpontosul: miért vagyunk itt a Földön? Honnan erednek a vágyaink és a szenvedélyeink? Mitől vagyunk önmagunk? A történet főszereplője egy középiskolai zenetanár, aki egész életében arra vágyott, hogy nagy dzsessz-zenész lehessen, ám mikor végre megkapja a nagy esélyt, hogy élő közönség előtt játszhasson, egy szerencsétlen baleset következtében a lelke elhagyja a testét, és egy olyan helyre kerül, ahol több száz hasonló lélek szemináriumi képzéseken vesz részt, mielőtt egy újszülött gyermek testébe kerülne. Annak érdekében, hogy visszajusson a saját testébe, Joe-nak szüksége van egy másik lélek segítségére, akit rá kell ébresztenie arra, hogy saját magának felfedezze, mi a földi élet igazi értelme…

## Szereplők
| Szereplő               | Eredeti hang        | Magyar hang            |
| ---------------------- | ------------------- | ---------------------- |
| Joe Gardner            | Jamie Foxx          | Barabás Kiss Zoltán    |
| 22                     | Tina Fey            | Sallai Nóra            |
| Holdszél               | Graham Norton       | Vida Péter             |
| Terry                  | Rachel House        | Timkó Eszter           |
| Jerry tanácsadó        | Richard Ayoade      | Vincze Gábor Péter     |
| Jerry tanácsadó        | Alice Braga         | Pálmai Anna            |
| Jerry tanácsadó        | Wes Studi           | Kokas Piroska          |
| Jerry tanácsadó        | Fortune Feimster    | Dörner György          |
| Jerry tanácsadó        | Zenobia Shroff      | Csifó Dorina           |
| Libba Gardner          | Phylicia Rashad     | Halász Aranka          |
| Dez                    | Donnell Rawlings    | Seszták Szabolcs       |
| Lamont „Curley” Baker  | Questlove           | Kisfalusi Lehel        |
| Dorothea Williams      | Angela Bassett      | Náray Erika            |
| Paul                   | Daveed Diggs        | Pál Tamás              |
| Connie                 | Cora Champommier    | Vida Sára              |
| Melba                  | Margo Hall          | Bede-Fazekas Annamária |
| Lulu                   | Rhodessa Jones      | Vertig Tímea           |
| Gerel                  | June Squibb         | Bókai Mária            |
| Miho                   | Esther Chae         | Bálint Adrienn         |
| doktor                 | Sakina Jaffrey      | Szőlőskei Tímea        |
| fedezeti alapkezelő    | Calum Grant         | Ódor Kristóf           |
| terápiás macskás hölgy | Laura Mooney        | Zsurzs Kati            |
| Marge                  | Peggy Flood         | Solecki Janka          |
| Tánccsillag            | Ochuwa Oghie        | Németh Borbála         |
| Arroyo igazgató        | Jeannie Tirado      | Mentes Júlia           |
| Álomszél               | Cathy Cavadini      | Csuha Borbála          |
| Szélcsillag            | Ronnie Del Carmen   | Fellegi Lénárd         |
| Ray Gardner            | Marcus Shelby       | Király Adrián          |
| Teréz Anya             | Ulka Simone Mohanty | Bessenyei Emma         |